# Astragalus hirsutus
Astragalus hirsutus är en ärtväxtart som beskrevs av Vahl. Astragalus hirsutus ingår i släktet vedlar, och familjen ärtväxter. Inga underarter finns listade i Catalogue of Life.